# ETA Kamnik
ETA Kamnik d.o.o. je slovensko prehrambeno podjetje iz Kamnika, ki predeluje sadje in zelenjavo. Podjetje je bilo ustanovljeno leta 1923 kot manjši družinski obrat, sprva so izdelovali kompote, džeme, sirupe in gorčico. Leta 1963 so na sedanji lokaciji zgradili večjo tovarno, ki še vedno obratuje.
Njegova prepoznavna blagovna znamka je Natureta, predstavljena leta 2003, ki obsega džeme, marmelade, vnaprej pripravljene konzervirane jedi (golaž, jota, sarma, ričet ...), razne omake (paradižnikova, s tuno, gobova, ajvar, ketchup, gorčica, hren ...), zamrznjeno in vloženo zelenjavo (paprika, kumarice, grah, fižol, koruza, olive ...) in sadne kompote (ananasov, jagodni, breskov ...).